# Condado de Essex (Nueva Jersey)
El condado de Essex (en inglés; Essex County), fundado en 1683, es un condado del estado estadounidense de Nueva Jersey. En el año 2010 tenía una población de 783.969 habitantes con una densidad poblacional de 2,427 personas por km². La sede del condado es Newark.

## Geografía
Según la Oficina del Censo, el condado tiene un área total de 337 km² (130,1 mi²), de la cual 326 km² (125,9 mi²) es tierra y 8 km² (3,1 mi²) (2.54%) es agua.

### Condados adyacentes
- Condado de Passaic (norte)
- Condado de Bergen (este)
- Condado de Hudson (este)
- Condado de Union (sur)
- Condado de Morris (oeste)

## Demografía
En el 2000 la renta per cápita promedia del condado era de $44,944, y el ingreso promedio para una familia era de $54,818. En 2000 los hombres tenían un ingreso per cápita de $41,374 versus $32,052 para las mujeres. El ingreso per cápita para el condado era de $24,943 y el 15.60% de la población estaba bajo el umbral de pobreza nacional.

## Localidades

### Ciudades
East Orange |
Newark

### Distritos
Caldwell |
Essex Fells |
Glen Ridge |
North Caldwell |
Roseland

### Municipios
Belleville |
Bloomfield |
Cedar Grove |
Orange |
Fairfield |
Irvington |
Livingston |
Maplewood |
Millburn |
Montclair |
Nutley |
South Orange |
Verona |
West Caldwell |
West Orange

### Lugares designados por el censo
Brookdale |
Short Hills |
Silver Lake |
Upper Montclair

### Áreas no incorporadas
Broadway |
Downtown Newark |
Fairmount |
Forest Hill |
Ironbound |
Llewellyn Park |
Roseville |
Seventh Avenue |
Short Hills |
Springfield/Belmont |
University Heights |
Vailsburg |
Weequahic